# 比丹
比丹（法語：Buding，法語發音：[bydɛ̃]；洛林法兰克语：Bëddéngen）是法国摩泽尔省的一个市镇，属于蒂永维尔区。

## 地理
比丹（49°20'0"N, 6°19'16"E）面积6.36 平方千米，位于法国大東部大區摩泽尔省，该省份为法国东北部内陆省份，是洛林的一部分，西南接默尔特-摩泽尔省，东临下莱茵省，北与卢森堡和德国接壤。
与比丹接壤的市镇（或旧市镇、城区）包括：比德兰、安格朗日、卡内尔河畔凯当日、克朗、梅策雷什、梅采维斯、韦克兰。
比丹的时区为UTC+01:00、UTC+02:00（夏令时）。

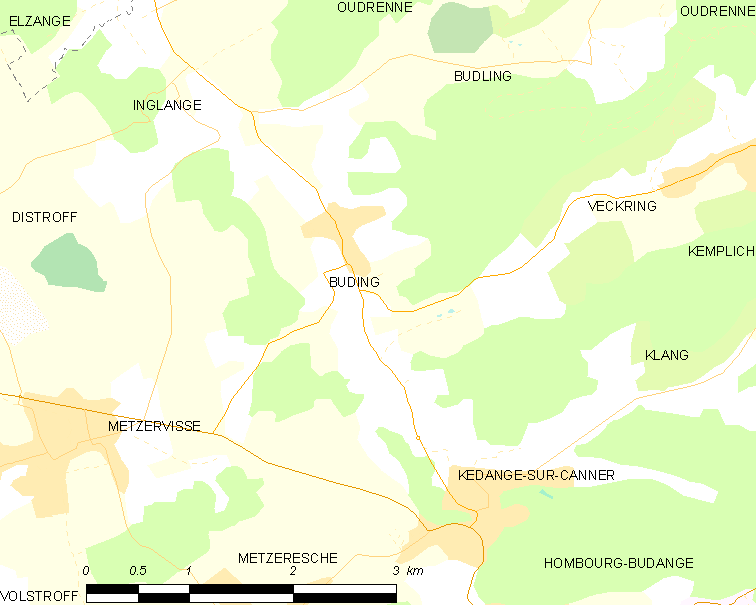
比丹的OSM定位图

## 行政
比丹的邮政编码为57920，INSEE市镇编码为57117。

## 政治
比丹所属的省级选区为梅采维斯县。

## 人口

1962-2008年间比丹人口变化图示

比丹于2022年1月1日时的人口数量为567人。